# Arsène Vaillant
Arsène Vaillant (né le 13 juin 1922 à Saint-Hubert et mort le 30 avril 2007), est un journaliste sportif et footballeur belge.
Il est un ancien footballeur du White Star et du RSC Anderlecht. Il évoluait comme attaquant au White Star puis a été repositionné comme défenseur lors de son passage à Anderlecht. Il a également été international à 12 reprises de 1944 à 1951.
Il termine sa carrière au Sporting d'Anderlecht (en 1955), quand il débute à l'INR (devancier de l'actuel RTBF), en 1954 comme journaliste sportif. Il présente successivement les « Carnets de l'actualité », le « Bistrot des sports », dans un décor de café et intervient en tant que commentateur sportif du journal télévisé. Il est mort le 30 avril 2007.